# Israhel van Meckenem starší
Israhel van Meckenem starší (pravděpodobně kolem 1430, Mechelen – po roce 1466, Bocholt) byl dolnorýnský rytec a zlatník.

## Život
Narozen v Melchen, v letech 1457-1461 je doložen v Bocholtu, mezi roky 1464-1466 působil v Bonnu. Jméno van Meckenem (van Meckenheim) odkazuje v Dolnoněmčině (Niederdeutsch) k místu původu, tedy Meckenheimu v Porýní. Jeho syn Israhel van Meckenem mladší byl spolupracovníkem Monogramisty E.S.

## Dílo
Israhel van Meckenem starší je pravděpodobně identický s dolnorýnským umělcem, známým jako Meister der Berliner Passion, který byl aktivní ve druhé polovině 15. století. Byl autorem série mědirytů s námětem Umučení Krista (1482), z nichž sedm se zachovalo ve starém rukopisu z kláštera v Arnhemu, uloženém v berlínském kabinetu mědirytin (Kupferstichkabinett). Je považován za předchůdce mistra známého jako Monogramista E.S.